# Kerncentrale Brokdorf
Kerncentrale Brokdorf bevindt zich in de gemeente Brokdorf in de regio Steinburg in de Duitse deelstaat Sleeswijk-Holstein.

## Kenmerken
De centrale is gebouwd door de toenmalige PreussenElektra en Hamburgische Electricitäts-Werke (HEW). In oktober 1986 werd de centrale voor het eerst kritisch. Sinds 2010 is de kerncentrale voor 80% eigendom van E.ON en voor 20% van Vattenfall. 
De centrale is een drukwaterreactor met uraniumoxide-brandstofelementen. In de centrale bevinden zich 193 brandstofelementen met een totaal gewicht van 103 ton. De centrale heeft een thermisch vermogen van 3900 MW en een elektrisch vermogen van 1410 MW. De sluiting van de centrale is net als die van de overige kerncentrales in Duitsland voorzien voor 2022.
De kerncentrale van Brokdorf wekte jaarlijks gemiddeld 11 miljard kWh elektriciteit op.
| Reactorblok    | Reactortype | Vermogen | Begin bouw | Inbedrijfname | Stillegging  |
| -------------- | ----------- | -------- | ---------- | ------------- | ------------ |
| Brokdorf (KBR) | PWR         | 1410 MW  | 1976       | 1986          | 31 dec. 2021 |

## Protest
Tijdens de bouwfase in de jaren '70 en '80 waren er grote protesten van de Duitse antikernenergiebeweging. Het was de eerste kerncentrale die in gebruik werd genomen na de kernramp van Tsjernobyl. Een groep burgers kwam hiertegen in opstand en ze kwamen iedere maand bij de centrale protesteren. Na 35 jaar is in december 2021 de laatste protestbijeenkomst georganiseerd, in totaal zijn er 425 bijeenkomsten geweest.

## Galerij

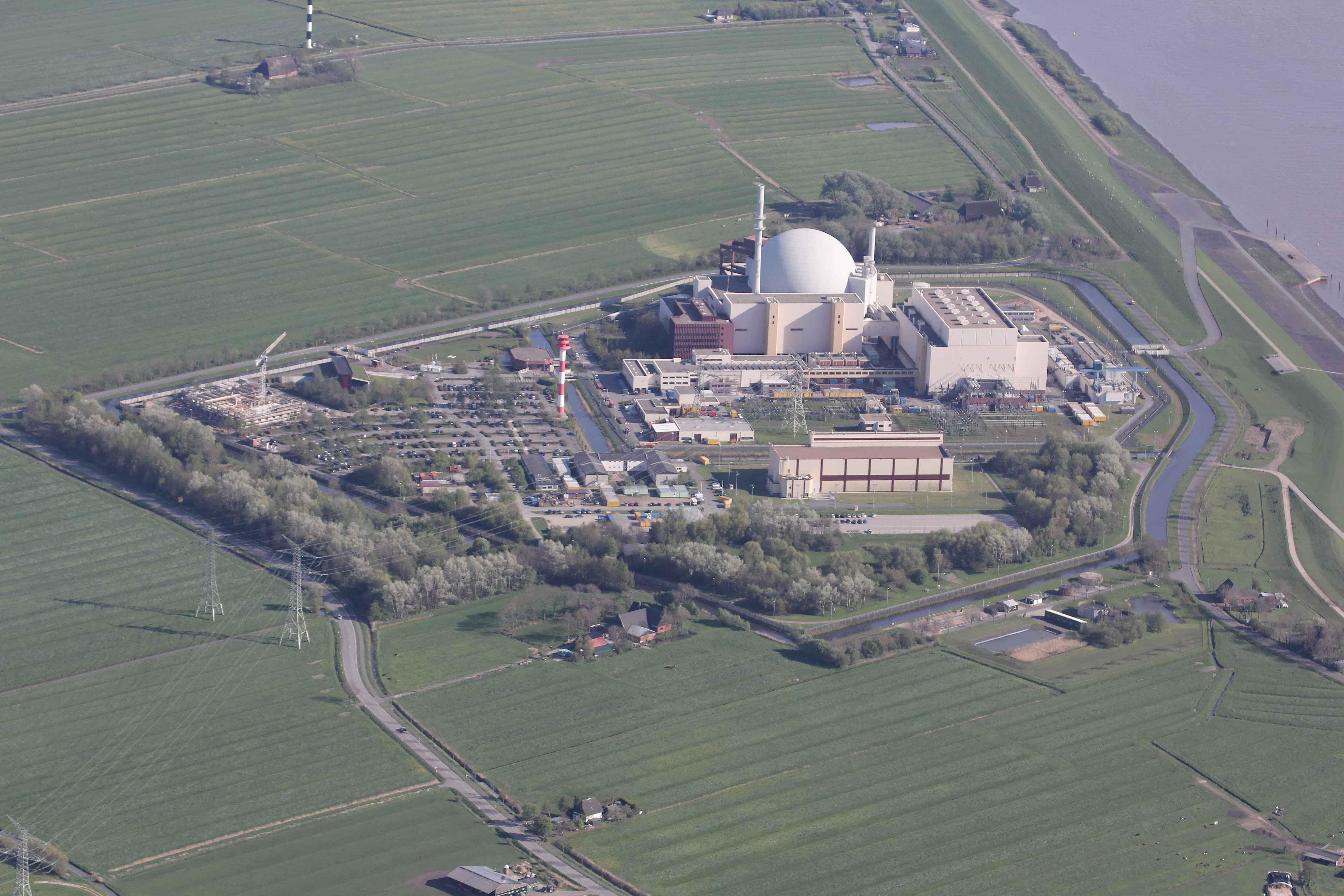
luchtfoto centrale
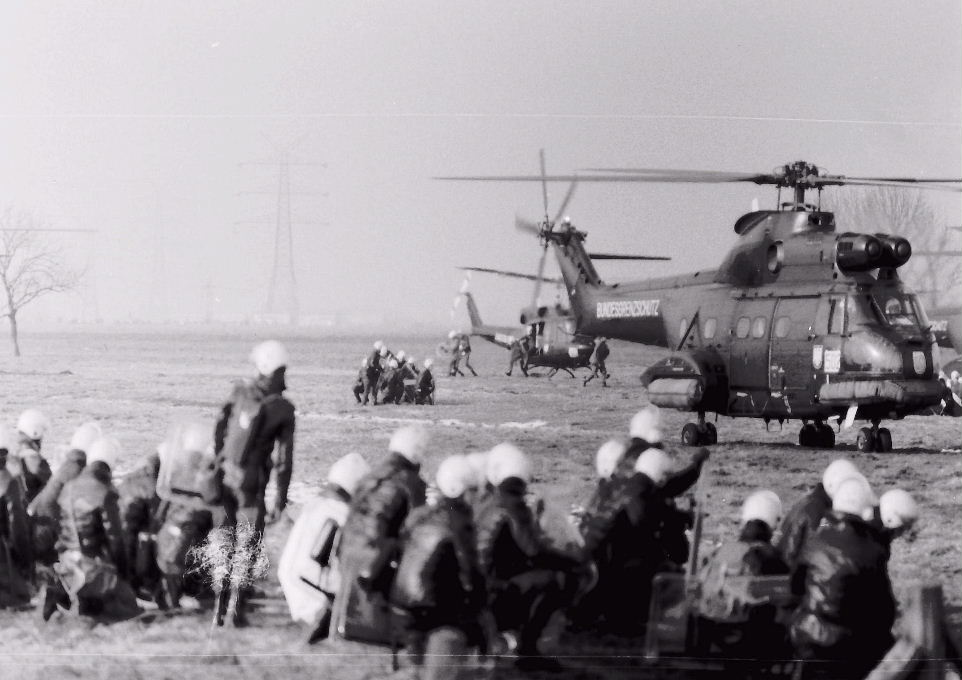
Politie tegen demonstranten in februari 1981
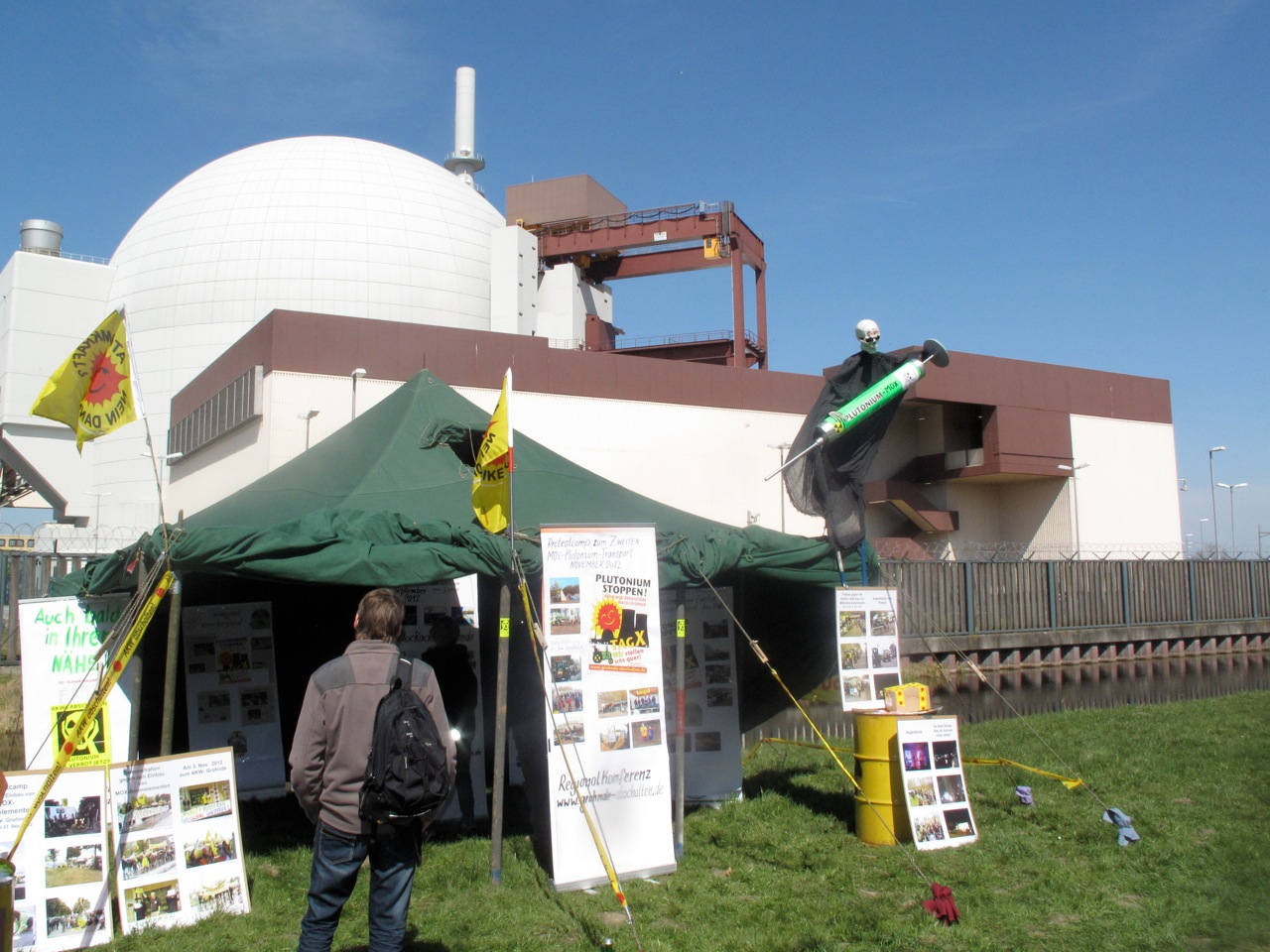
Protestactie in maart 2013